# Suïls
Suïls (aragonès: Suils) és un llogaret del municipi aragonès de les Paüls, a l'esquerra del riu Isàvena.